# Maaslandse Pijl
Der Maaslandse Pijl war ein belgisches Eintagesrennen im Straßenradsport, das von 1965 bis 1986 in der Flämischen Region in der Provinz Limburg für Berufsfahrer ausgetragen wurde.

## Palmarès
- 1965  Etienne Vercauteren
- 1966  Walter Godefroot
- 1967  Walter Godefroot
- 1968  Winfried Bölke
- 1969  René De Bie
- 1970  Valère Van Sweevelt
- 1971  Herman Van Springel
- 1972  Leo Duyndam
- 1973  Patrick Sercu
- 1974  Frans Verhaegen
- 1975  Gustaaf Van Roosbroeck
- 1976  Jos Gysemans
- 1977  Patrick Lefevere
- 1978  Wilfried Reybrouck
- 1979  Willy Govaerts
- 1980  Fedor den Hertog
- 1981  Emiel Gysemans
- 1982  Dirk Heirweg
- 1983  Nico Emonds
- 1984  Jos Op ’t Eyndt
- 1985  Jos Op ’t Eyndt
- 1986  Jos Op ’t Eyndt